# فرد جونز (لاعب كرة قدم)
فرد جونز (بالإنجليزية: Fred Jones)‏ (25 ديسمبر 1888 في المملكة المتحدة - ) هو لاعب كرة قدم بريطاني (وحمل سابقاً جنسية المملكة المتحدة لبريطانيا العظمى وأيرلندا) في مركز الهجوم. لعب مع كوفنتري سيتي ونادي ريكسهام ونادي ساوثهامبتون ونوتس كاونتي وEbbw Vale F.C. ‏.